# Бодрум
Бодру́м (тур. Bodrum) — район і місто в провінції Мугла, на півночі затоки Гекова (Егейське море), навпроти грецького острова Кос, приблизно за 300 км на захід від Анталії. Населення 155 815 осіб, а постійне населення 31 тис. жителів.

## Історія
В давнину на місці Бодрума стояла столиця Карії — багате місто Галікарнас. Галікарнас був заснований близько 1150 р. до Н. Е. греками-дорійцями. Пізніше він об'єднався з розташованим навпроти нього містом карів (з іранських племен) і лелегів (з грецьких племен). Після об'єднання ним володіли дорійці, потім лідійці, потім перси. Галікарнаський мавзолей (гробниця намісника персів Мавсола/Мавзола) вважався одним з семи чудес світу. Простояв він до 12 століття н. е. і був зруйнований потужним землетрусом. У Середні століття навкруги його руїн виникло грецьке рибальське селище.
Сучасний Бодрум веде відлік своєї історії з 1402 року, коли родоські лицарі-госпітальєри заклали тут замок Святого Петра (лат. Petronium), який і донині залишається основною, добре відреставрованою визначною пам'яткою. У 1522 році замок перейшов до рук султана Сулеймана Пишного. Зараз у ньому, поряд з багатьма історичними цінностями, експонується улубурунський скарб. У 1824 р. в затоці Геронтас, північніше міста, флот повсталої Греції завдав поразки об'єднаному флоту Османської імперії та її васалів — Єгипту, Алжиру, Тунісу та Лівії (див. Битва при Геронтас). З 1919 р. до 1921 р. місто знаходилося під італійською окупацією.
В останні десятиліття турецький уряд вирішив розвивати Бодрум як міжнародний курорт. Туристів приваблюють сюди не лише мальовничі місця, але і зручна стоянка для яхт укупі зі жвавим нічним життям. Англомовні туристи жартівливо охрестили Бодрум «постіллю Європи» (гра слів англійською  — Bodrum і bedroom). Курортний Бодрум в Туреччині також називають найбільш грецьким містом за межами Греції.

## Клімат
Клімат Бодрума — помірний середземноморський. Погода формується в основному під впливом більш прохолодного Егейського моря, ніж Середземного. Завдяки такій особливості в Бодрумі влітку встановлюється більш комфортна погода в порівнянні з містами Середземноморського узбережжя.
|           | Середня температура ° C | Середня температура поверхні води °C |
| --------- | ----------------------- | ------------------------------------ |
| Січня     | 11,2                    | 16                                   |
| Лютого    | 11,1                    | 16                                   |
| Березня   | 13                      | 16                                   |
| Квітня    | 16,3                    | 17                                   |
| Травня    | 20,8                    | 19                                   |
| Червня    | 25,5                    | 21                                   |
| Липня     | 28,2                    | 23                                   |
| Серпня    | 27,8                    | 24                                   |
| Вересня   | 24,4                    | 25                                   |
| Жовтня    | 20,2                    | 24                                   |
| Листопада | 15,7                    | 21                                   |
| Грудня    | 12, 6                   | 18                                   |

| Клімат                                             | Клімат | Клімат | Клімат | Клімат | Клімат | Клімат | Клімат | Клімат | Клімат | Клімат | Клімат | Клімат | Клімат |
| Показник                                           | Січ.   | Лют.   | Бер.   | Квіт.  | Трав.  | Черв.  | Лип.   | Серп.  | Вер.   | Жовт.  | Лист.  | Груд.  |        |
| Абсолютний максимум, °C                            | 25,3   | 27,2   | 30,1   | 36,2   | 40,0   | 46,6   | 50,8   | 48,6   | 45,1   | 34,9   | 30,6   | 28,4   |        |
| Середній максимум, °C                              | 15,1   | 15,2   | 17,6   | 21,1   | 26,0   | 31,2   | 34,2   | 34,0   | 30,3   | 25,6   | 20,3   | 16,5   |        |
| Середній мінімум, °C                               | 8,3    | 8,0    | 9,7    | 12,7   | 16,5   | 20,8   | 23,3   | 23,3   | 20,3   | 16,8   | 12,8   | 9,8    |        |
| Середня кількість сонячних годин на місяць         | 148,8  | 151,2  | 198,4  | 225    | 285,2  | 318    | 337,9  | 322,4  | 273    | 223,2  | 168    | 139,5  |        |
| Норма опадів, мм                                   | 134.1  | 107.9  | 74.0   | 39.1   | 18.4   | 7.5    | 1.3    | 8.5    | 20.8   | 40.5   | 97.7   | 156.2  |        |
| Днів з дощем                                       | 12,3   | 11,2   | 8,5    | 6,9    | 3,7    | 2,1    | 1,5    | 1,0    | 2,8    | 5,3    | 8,8    | 13,2   |        |
| -------------------------------------------------- | ------ | ------ | ------ | ------ | ------ | ------ | ------ | ------ | ------ | ------ | ------ | ------ | ------ |
| Джерело: Devlet Meteoroloji İşleri Genel Müdürlüğü |        |        |        |        |        |        |        |        |        |        |        |        |        |

## Відомі уродженці
- Еммануїл Заіріс[ru] (1876—1948) — відомий грецький художник

## Пам'ятки
- Музей підводної археології в Бодрумі

## Галерея
|                     |  |                |  |              |
| Прибережна панорама |  | Античний театр |  | Замок Бодрум |